# جاي بي باتيستا
جاي بي باتيستا (بالبرتغالية: João Paulo Batista) مواليد 29 أكتوبر 1981، هو لاعب كرة سلة برازيلي بدأ مسيرته الاحترافية في سنة 2006 يلعب مع فريق ليموج سي إس بي في الدوري الفرنسي لكرة السلة الدرجة الأولى ويحمل الرقم 13. يبلغ طوله 6 قدم 9 بوصة (2.1 م).

## فرق لعب لها
- ليتوفوس رايتس
- لو مان سارت باسكت
- ليموج سي إس بي

## الميداليات
| الميدالية | المسابقة                             |
| --------- | ------------------------------------ |
| ذهبية     | بطولة أمم الأمريكتين لكرة السلة 2009 |

## روابط خارجية
- جاي بي باتيستا على موقع الاتحاد الدولي لكرة السلة (الإنجليزية)
- جاي بي باتيستا على موقع الدوري الأوروبي لكرة السلة (الإنجليزية)
- جاي بي باتيستا على موقع كرة السلة الأوروبية.كوم (الإنجليزية)
- جاي بي باتيستا على موقع كلية كرة السلة في سبورتس رفرنس.كوم (الإنجليزية)
- جاي بي باتيستا على موقع ريلجم (الإنجليزية)
- جاي بي باتيستا على موقع بروبوليرز (الإنجليزية)
- جاي بي باتيستا على موقع سبورتس رفرنس (الإنجليزية)
- جاي بي باتيستا على موقع سبورتس رفرنس (الإنجليزية)